# كابي (لاعب كرة قدم)
كابي (بالإسبانية: Capi)‏ هو لاعب كرة قدم إسباني في مركز الهجوم، ولد في 26 سبتمبر 1979 في مييريس في إسبانيا. لعب مع نادي أليكانتي ونادي بونتيفيدرا ونادي سمورة.

## وصلات خارجية
- كابي على موقع قاعدة بيانات كرة القدم.إي يو (الإنجليزية)
- كابي على موقع Soccerway.com (الإنجليزية)